# FIBA EuroChallenge 2010-11
El FIBA EuroChallenge 2010-11 fue la octava edición de la FIBA EuroChallenge, el tercer nivel de competiciones europeas de baloncesto, la tercera con esta denominación, tras haber sido conocida anteriormente como FIBA Europe League y FIBA EuroCup. El campeón fue el KK Krka Novo Mesto esloveno. La final four se disputó en Ostende, Bélgica.

## Equipos
| Participantes         | Participantes | Participantes                     | Participantes                     | Participantes                     | Participantes                     |
| País (Liga)           | Nº Equipos    | Equipos (puesto en liga nacional) | Equipos (puesto en liga nacional) | Equipos (puesto en liga nacional) | Equipos (puesto en liga nacional) |
| --------------------- | ------------- | --------------------------------- | --------------------------------- | --------------------------------- | --------------------------------- |
| Bélgica (ELB)         | 4             | Belgacom Liege (1)                | Telenet Ostende (3)               | Dexia Mons-Hainaut (6)            | Antwerp Giants (5)                |
| Rusia (PBL)           | 4             | MBC Dinamo Moscú (4)              | Spartak San Petersburgo (7)       | BC Nizhny Novgorod (A)            | Lokomotiv Kuban (5)               |
| Francia (LNB)         | 3             | BCM Gravelines (4)                | SLUC Nancy Basket (5)             | Entente Orléanaise (6)            |                                   |
| Alemania (BBL)        | 2             | Skyliners Frankfurt (7)           | Telekom Baskets Bonn (4)          |                                   |                                   |
| Israel (Ligat ha’Al)  | 2             | Barak Netanja (8)                 | Maccabi Haifa (9)                 |                                   |                                   |
| Turquía (TBL)         | 2             | Türk Telekom (5)                  | Pınar Karşıyaka (6)               |                                   |                                   |
| Croacia (A-1 Liga)    | 2             | KK Zadar (2)                      | KK Zagreb (4)                     |                                   |                                   |
| Chipre (Division 1)   | 2             | ETHA Engomis (3)                  | APOEL Nicosia (2)                 |                                   |                                   |
| Bulgaria (NBL)        | 1             | PBC Lukoil Academic (1)           |                                   |                                   |                                   |
| Estonia (KML)         | 1             | Tartu Rock (1)                    |                                   |                                   |                                   |
| Letonia (LBL)         | 1             | BK Ventspils (3)                  |                                   |                                   |                                   |
| Portugal (LPB)        | 1             | Benfica Lisb oa (1)               |                                   |                                   |                                   |
| Rumania (Divizia A)   | 1             | CSA Steaua Bucureşti (5)          |                                   |                                   |                                   |
| Eslovenia (SKL)       | 1             | KK Krka (2)                       |                                   |                                   |                                   |
| Suecia (Basketligan)  | 1             | Norrköping Dolphins (1)           |                                   |                                   |                                   |
| Suiza (LNBA)          | 1             | Lugano Tigers (1)                 |                                   |                                   |                                   |
| República Checa (NBL) | 1             | BK Prostějov (2)                  |                                   |                                   |                                   |
| Ucrania (Superliga)   | 1             | Khimik-OPZ Yuzhny (10)            |                                   |                                   |                                   |
| Hungría (NBI/A)       | 1             | Szolnoki Olaj KK (4)              |                                   |                                   |                                   |

1. 1 2 3 4 5 6 7 8 9 10 11 12 13 14  perdedor en ronda de calificación de la Eurocup 2010-11
2. 1 2 3 4 5 6 7 8  ganador en la ronda de calificación de la Eurochallenge

## Ronda de Clasificación

### Procedentes de la clasificación de la Eurocup
| Equipo 1                | Resultado | Equipo 2                | Partido 1 | Partido 2 |
| ----------------------- | --------- | ----------------------- | --------- | --------- |
| Beşiktaş Cola Turka     | 152–137   | Deutsche Bank Skyliners | 68–61     | 84–76     |
| Hapoel Migdal Jerusalem | 146–132   | Belgacom Liege          | 62–59     | 84–73     |
| Aris                    | 170–167   | Lukoil Academic         | 78–74     | 92–93     |
| Gran Canaria 2014       | 165–131   | KK Zagreb               | 69–71     | 96–60     |
| BC Azovmash             | 155–145   | Entente Orléanaise      | 76–80     | 79–65     |
| BC Spartak SPB          | 136–139   | Galatasaray Café Crown  | 58–69     | 78–70     |
| Benetton Basket Bwin    | 181–118   | APOEL Nicosia           | 97–55     | 84–63     |
| Dynamo Moscow           | 134–169   | Cedevita Zagreb         | 61–97     | 73–72     |

### Ronda de clasificación del EuroChallenge
| Equipo 1               | Resultado | Equipo 2              | Partido 1 | Partido 2 |
| ---------------------- | --------- | --------------------- | --------- | --------- |
| BC Nizhny Novgorod     | 177–174   | BC Enisey Krasnoyarsk | 92–92     | 85–82     |
| Szolnoki Olaj KK       | 142–108   | Keravnos B.C.         | 75–52     | 67–56     |
| Paris-Levallois Basket | 141–152   | Maccabi Haifa B.C.    | 75–63     | 66–89     |
| Leiden Basketball      | 128–164   | Pınar Karşıyaka       | 65–87     | 63–77     |
| ETHA Engomis           | 135–130   | Artland Dragons       | 69–61     | 66–69     |
| Bosna Asa              | 132–167   | SLUC Nancy Basket     | 74–91     | 58–76     |
| Lugano Tigers          | 166–157   | BC Triumph Lyubertsy  | 85–91     | 81–66     |
| Norrköping Dolphins    | 171–163   | Okapi Aalstar         | 85–84     | 86–79     |
| BC Khimik              | 176–174   | CSU Asesoft Ploieşti  | 90–83     | 86–91     |
| Steaua Turabo          | 156–125   | BC Kiev               | 77–59     | 79–66     |
| BC Minsk-2006          | 167–176   | Antwerp Giants        | 87–87     | 80–89     |
| KK Helios Domžale      | 131–154   | BK Prostějov          | 62–70     | 69–84     |
| Dexia Mons-Hainaut     | 147–126   | Trefl Sopot           | 74–71     | 73–55     |
| Benfica                | 182–177   | BC Ferro-ZNTU         | 105–105   | 77–72     |

## Regular season
|  | Dos primeros puestos acceden a octavos de final |

|    | Equipo                      | PJ | G | P | PF  | PC  | Dif | Pts |
| -- | --------------------------- | -- | - | - | --- | --- | --- | --- |
| 1. | BC Spartak Saint Petersburg | 6  | 5 | 1 | 507 | 441 | +66 | 11  |
| 2. | BCM Gravelines Dunkerque    | 6  | 3 | 3 | 428 | 452 | −24 | 9   |
| 3. | Szolnoki Olaj KK            | 6  | 3 | 3 | 447 | 469 | −22 | 9   |
| 4. | BC Nizhny Novgorod          | 6  | 1 | 5 | 434 | 454 | −20 | 7   |

|    | Equipo                  | PJ | G | P | PF  | PC  | Dif | Pts |
| -- | ----------------------- | -- | - | - | --- | --- | --- | --- |
| 1. | BK Ventspils            | 6  | 4 | 2 | 479 | 419 | +60 | 10  |
| 2. | Maccabi Haifa B.C.      | 6  | 3 | 3 | 435 | 475 | −40 | 9   |
| 3. | Deutsche Bank Skyliners | 6  | 3 | 3 | 399 | 391 | +8  | 9   |
| 4. | BC Khimik               | 6  | 2 | 4 | 421 | 449 | −28 | 8   |

|    | Equipo              | PJ | G | P | PF  | PC  | Dif | Pts |
| -- | ------------------- | -- | - | - | --- | --- | --- | --- |
| 1. | PBC Lukoil Academic | 6  | 5 | 1 | 484 | 440 | +44 | 11  |
| 2. | S. L. Benfica       | 6  | 3 | 3 | 442 | 483 | −41 | 9   |
| 3. | Lugano Tigers       | 6  | 2 | 4 | 466 | 452 | +1  | 8   |
| 4. | Tartu Ülikool/Rock  | 6  | 2 | 4 | 442 | 459 | −25 | 8   |

|    | Equipo              | PJ | G | P | PF  | PC  | Dif | Pts |
| -- | ------------------- | -- | - | - | --- | --- | --- | --- |
| 1. | Norrköping Dolphins | 6  | 4 | 2 | 474 | 453 | +21 | 10  |
| 2. | Barak Netanya       | 6  | 3 | 3 | 453 | 444 | +9  | 9   |
| 3. | Belgacom Liège      | 6  | 3 | 3 | 468 | 475 | −7  | 9   |
| 4. | Türk Telekom Ankara | 6  | 2 | 4 | 501 | 524 | −23 | 8   |

|    | Equipo                       | PJ | G | P | PF  | PC  | Dif | Pts |
| -- | ---------------------------- | -- | - | - | --- | --- | --- | --- |
| 1. | Krka Novo mesto              | 6  | 5 | 1 | 455 | 422 | +33 | 11  |
| 2. | BK Prostějov                 | 6  | 5 | 1 | 478 | 440 | +38 | 11  |
| 3. | Telekom Baskets Bonn         | 6  | 2 | 4 | 453 | 469 | −16 | 8   |
| 4. | KK Zagreb Croatia Osiguranje | 6  | 0 | 6 | 440 | 495 | −55 | 6   |

|    | Equipo                    | PJ | G | P | PF  | PC  | Dif | Pts |
| -- | ------------------------- | -- | - | - | --- | --- | --- | --- |
| 1. | Lokomotiv–Kuban Krasnodar | 6  | 4 | 2 | 503 | 458 | +45 | 10  |
| 2. | Antwerp Giants            | 6  | 3 | 3 | 440 | 450 | −10 | 9   |
| 3. | Steaua Turabo Bucureşti   | 6  | 3 | 3 | 423 | 456 | −33 | 9   |
| 4. | BC Dynamo Moscú           | 6  | 2 | 4 | 429 | 431 | −2  | 8   |

|    | Equipo          | PJ | G | P | PF  | PC  | Dif | Pts |
| -- | --------------- | -- | - | - | --- | --- | --- | --- |
| 1. | Pınar Karşıyaka | 6  | 4 | 2 | 488 | 455 | +33 | 10  |
| 2. | KK Zadar        | 6  | 3 | 3 | 461 | 444 | +17 | 9   |
| 3. | APOEL Nicosia   | 6  | 3 | 3 | 437 | 440 | −3  | 9   |
| 4. | ETHA Engomis    | 6  | 2 | 4 | 420 | 467 | −47 | 8   |

|    | Equipo             | PJ | G | P | PF  | PC  | Dif | Pts |
| -- | ------------------ | -- | - | - | --- | --- | --- | --- |
| 1. | Telenet Oostende   | 6  | 4 | 2 | 431 | 424 | +7  | 10  |
| 2. | Dexia Mons-Hainaut | 6  | 3 | 3 | 440 | 443 | −3  | 9   |
| 3. | SLUC Nancy Basket  | 6  | 3 | 3 | 465 | 463 | +2  | 9   |
| 4. | Entente Orléanaise | 6  | 2 | 4 | 439 | 445 | −6  | 8   |

## Last 16
|  | Ventaja de campo en cuartos de final |
|  | Accede a cuartos de final            |

|    | Equipo                      | PJ | G | P | PF  | PC  | Dif | Pts |
| -- | --------------------------- | -- | - | - | --- | --- | --- | --- |
| 1. | BC Spartak Saint Petersburg | 6  | 5 | 1 | 497 | 435 | +62 | 11  |
| 2. | PBC Lukoil Academic         | 6  | 4 | 2 | 486 | 447 | +39 | 10  |
| 3. | Maccabi Haifa B.C.          | 6  | 2 | 4 | 453 | 519 | −66 | 8   |
| 4. | Barak Netanya               | 6  | 1 | 5 | 433 | 468 | −35 | 7   |

|    | Equipo             | PJ | G | P | PF  | PC  | Dif | Pts |
| -- | ------------------ | -- | - | - | --- | --- | --- | --- |
| 1. | Krka Novo mesto    | 6  | 5 | 1 | 455 | 418 | +37 | 11  |
| 2. | Pınar Karşıyaka    | 6  | 4 | 2 | 525 | 475 | +50 | 10  |
| 3. | Dexia Mons-Hainaut | 6  | 2 | 4 | 441 | 481 | −40 | 8   |
| 4. | Antwerp Giants     | 6  | 1 | 5 | 390 | 437 | −47 | 7   |

|    | Equipo                   | PJ | G | P | PF  | PC  | Dif | Pts |
| -- | ------------------------ | -- | - | - | --- | --- | --- | --- |
| 1. | BCM Gravelines Dunkerque | 6  | 5 | 1 | 463 | 448 | +15 | 11  |
| 2. | BK Ventspils             | 6  | 4 | 2 | 503 | 418 | +85 | 10  |
| 3. | Norrköping Dolphins      | 6  | 2 | 4 | 453 | 505 | −52 | 8   |
| 4. | S. L. Benfica            | 6  | 1 | 5 | 439 | 487 | −48 | 7   |

|    | Equipo                    | PJ | G | P | PF  | PC  | Dif | Pts |
| -- | ------------------------- | -- | - | - | --- | --- | --- | --- |
| 1. | Telenet Oostende          | 6  | 5 | 1 | 464 | 418 | +46 | 11  |
| 2. | Lokomotiv–Kuban Krasnodar | 6  | 4 | 2 | 465 | 425 | +40 | 10  |
| 3. | BK Prostějov              | 6  | 2 | 4 | 483 | 495 | −12 | 8   |
| 4. | KK Zadar                  | 6  | 1 | 5 | 444 | 518 | −74 | 7   |

### Cuartos de final
| Equipo 1                    | Resultado | Equipo 2                  | Partido 1  | Partido 2  | Partido 3 |
| --------------------------- | --------- | ------------------------- | ---------- | ---------- | --------- |
| BC Spartak Saint Petersburg | 2–0       | Pınar Karşıyaka           | 78–73      | 89–71      |           |
| Krka Novo mesto             | 2–1       | PBC Lukoil Academic       | 72–78      | 75–61      | 71–69     |
| BCM Gravelines Dunkerque    | 0–2       | Lokomotiv–Kuban Krasnodar | 91–92 (PR) | 68–86      |           |
| Telenet Oostende            | 2–1       | BK Ventspils              | 86–74      | 92–97 (PR) | 70–63     |

## Final four
|  | Semifinales      | Semifinales |                 |                 | Final            | Final           |  |
|  | 29 de abril      | 29 de abril |                 |                 | 1 de mayo        | 1 de mayo       |  |
|  |                  |             |                 |                 |                  |                 |  |
|  |                  |             |                 |                 |                  |                 |  |
|  | BC Spartak       | 64          |                 |                 |                  |                 |  |
|  | BC Spartak       | 64          |                 |                 |                  |                 |  |
|  | Lokomotiv Kuban  | 74          |                 |                 |                  |                 |  |
|  | Lokomotiv Kuban  | 74          |                 | Lokomotiv Kuban | 77               |                 |  |
|  |                  |             |                 | Lokomotiv Kuban | 77               |                 |  |
|  |                  |             | Krka Novo Mesto | 83              |                  |                 |  |
|  | Krka Novo Mesto  | 79          | Krka Novo Mesto | 83              |                  |                 |  |
|  | Krka Novo Mesto  | 79          |                 |                 |                  |                 |  |
|  | Telenet Oostende | 65          |                 |                 | 3er y 4º puesto  | 3er y 4º puesto |  |
|  | Telenet Oostende | 65          |                 |                 | 3er y 4º puesto  | 3er y 4º puesto |  |
|  |                  |             |                 |                 |                  |                 |  |
|  |                  |             |                 |                 | BC Spartak       | 92              |  |
|  |                  |             |                 |                 | BC Spartak       | 92              |  |
|  |                  |             |                 |                 | Telenet Oostende | 94              |  |
|  |                  |             |                 |                 | Telenet Oostende | 94              |  |
|  |                  |             |                 |                 |                  |                 |  |

## Enlac es externos
- FIBA Europe
- en Eurobasket.com

- Datos: Q385477